# Чжан Готао
Чжан Гота́о (кит. трад. 張國燾, упр. 张国焘, пиньинь Zhāng Guótāo); (26 ноября 1897 — 3 декабря 1979) — китайский коммунист, один из основателей КПК.

## Биография
Родился в уезде Пинсян провинции Цзянси.
Поступил в Пекинский университет, где в 1916 познакомился с одним из первых китайских марксистов Ли Дачжао и начал участвовать в политической деятельности. В июле 1921 участвовал в Учредительном съезде КПК в Шанхае. С августа 1921 года — генеральный секретарь Всекитайского секретариата профсоюзов. Возглавил несколько забастовок железнодорожников и рабочих текстильной промышленности, что принесло ему известность.
В 1924 участвовал в I съезде гоминьдана, в который вошла КПК. В 1926 выбран генеральным секретарем КПК в провинции Хубэй. Один из организаторов Наньчаньского восстания 1 августа 1927 года. 12 ноября 1927 года награжден орденом Красного Знамени. В 1928 году избран в политбюро КПК на 6-м съезде КПК, проходившем в СССР. Оставался в СССР до 1931 года как представитель КПК в Коминтерне.
После возвращения в Китай стал политическим руководителем крупной революционной базы или советского района, площадью более 40 тыс. кв километров с населением в 3,5 миллиона человек на границе провинций Хубэй, Хэнань и Аньхой, находившейся под контролем коммунистов, и командующим ее армии в 45 тыс. человек. В 1932 году после разгрома советского района войсками Чан Кайши так называемая 4-я Красная армия Чжан Готао была вынуждена перебазироваться в Северную Сычуань. В январе 1934 был избран в новое Политбюро ЦК КПК.

### Великий поход
В июне 1935 войска Чжан Готао соединились с войсками Центральной армейской группы Красной Армии Китая, руководимыми Мао Цзэдуном. В этот момент в армии Чжана Готао было 80 000 солдат, а в армии Мао, ослабленной продолжительным Великим походом, только около 10 000. В этой ситуации Чжан Готао претендовал на лидерство. 18 июля Чжан Готао был назначен главным комиссаром Красной армии. В начале августа 1935 на совещании Политбюро ЦК КПК в Моугуне было решено продолжать поход объединёнными силами двух колонн (восточной и западной) на север, ближе к районам, граничащим с СССР.
Обострившаяся борьба в руководстве партией между Мао Цзэдуном, стремившимся к захвату руководства партией и армией, и Чжан Готао и его сторонниками привела к расколу партии и её вооружённых сил. Восточная колонна китайской красной армии, при которой находилась часть членов ЦК КПК и Политбюро ЦК, в том числе Мао Цзэдун, ушла на север и в октябре 1935 достигла возглавляемого Гао Ганом и Лю Чжиданем советского района на стыке провинции Шэньси и Ганьсу.
Западная колонна ККА во главе с Чжу Дэ и Чжан Готао в течение года действовала в Сычуань-Сиканском пограничном районе и прибыла в пограничный район Шэньси — Ганьсу в октябре-ноябре 1936 года, на год позже восточной колонны. Она понесла огромные потери в результате боев с войсками местного милитариста Ма Буфана, и Чжан Готао потерял влияние.
В апреле 1937, находясь с официальной миссией за пределами особого района, Чжан Готао по собственной инициативе направился в Ухань, мотивируя это невозможностью примирения с Мао Цзэдуном. Находясь там, он перешёл на сторону Гоминьдана и в начале мая 1937 обнародовал «Обращение к китайскому народу», в котором обвинил Мао и КПК в целом в преследовании узкопартийных целей в ущерб национальным интересам. После этого он был обвинён в предательстве, смещён с руководящих постов и исключён из партии.
Жил в Чунцине, но без власти, ресурсов и поддержки он не занимал никаких важных должностей после этого и только провёл исследование о КПК для шефа гоминьдановской разведки Дай Ли.
После поражения националистов в 1949 эмигрировал в Гонконг.
В 1968 году переехал в Канаду. Умер в Торонто в 1979, за год до смерти приняв христианство.
Оставил обширные мемуары о своей деятельности в руководстве КПК.